# Théophile Funck-Brentano
Théophile Funck-Brentano, född den 21 augusti 1830 i Luxemburg, död den 23 januari 1906 i Montfermeil nära Paris, var en fransk filosof och sociolog, far till Frantz Funck-Brentano.
Funck-Brentano blev 1873 professor i folkrätt vid École Libre des Sciences Politiques i Paris. Bland hans många arbeten märks La civilisation et ses lois (1876), L'homme et sa destinée (1895) och La science sociale. Morale politique (1897).